# Arctosa andina
Arctosa andina là một loài nhện trong họ Lycosidae.
Loài này thuộc chi Arctosa. Arctosa andina được Ralph Vary Chamberlin miêu tả năm 1916.